# AuB
AuB株式会社（オーブ）は元サッカー日本代表で16年間浦和レッドダイヤモンズに所属をしていた鈴木啓太が代表取締役を務めている会社。

## 概要
2015年10月15日設立。アスリートの腸内細菌データおよびコンディションデータをベースに、商品やサービスを開発する研究開発型ベンチャー企業である。”すべての人を、ベストコンディションに。”を使命に、人を、社会を、コンディショニングすることを目指す。
元アスリートである鈴木啓太がなぜ腸内細菌関連の会社を起業したかというと、調理師である鈴木啓太の母の教育方針が「人間は腸が一番大事」であり、小さい頃からバランスのよい食事を食べる、お腹を冷やさないなどお腹のケアを徹底して行っていたことにある。現役サッカー選手時代も筋肉をほぐすためにお腹にお灸をするなど腸を中心としたコンディショニングを行っていた。
起業の理由として、浦和レッズのファン・サポーターとの会話も鈴木啓太の背中を押すきっかけになった。ある時、長年のサポーターにスタジアムに来てくださいとお願いをしたところ、そのサポーターの方から「啓太、Jリーグが始まって何年経つと思っているんだ。開幕当時40歳だったからもう60歳過ぎていてスタジアムまで行って応援をする元気がないんだ」と言われた。そこで「いくら好きなことでも、元気でないとだめなんだ」と気づき、コンディショニングのプロであるアスリートのデータからすべての人を健康にできて、またスタジアムに戻ってきてくれたら、凄く良い世界が作れそう！と思ったと鈴木啓太は語っていた。
現在AuBでは2種類の商品を自社ECサイトAuB STORE（オーブストア）にて販売している。
AuB BASE（オーブベース）は腸内環境を整えるサポートをしてくれるサプリメント
AuB MAKE（オーブメイク）はマルチ栄養タイプのプロテイン
AuB BASE、AuB MAKEは、いずれも約30種類の酪酸菌をメインとした乳酸菌・ビフィズス菌を含むATHLETE BIO MIX®（アスリート・ビオ・ミックス）が含まれている。アスリート・ビオ・ミックスは、AuBの商標。
ATHLETE BIO MIX®（アスリート・ビオ・ミックス）は、AuBがアスリートと一般人の腸内環境を研究した結果、アスリートの腸内環境が「腸内細菌の多様性が高い」「酪酸菌保有率が2倍以上」という人々の健康にとって有効な腸内環境をしていたことから、その腸内環境を実現するために開発をしたプロバイオティクスである。約30種類の菌を含むことも他社にはない特徴の一つ。
AuBは元オリンピック選手の腸内から新しい機能をもったビフィズス菌を発見してAuB-001（オーブ ゼロゼロイチ）と名付けた。
国際特許出願中である。
AuB-001は、胃酸に強く生きて腸まで到達する能力およびソルビトールという糖を栄養に人の体に有効な成分（代謝物）を出してくれる特長をもっている。

## 社名
Athlete Micro-biome Bank（アスリート マイクロバイオーム バンク）の略。
マイクロのμが会社名に使用できず、小文字のuに見えることからAuBと命名した。

## 事業内容

### 研究
- アスリートの腸内細菌に関する研究を行っている。33競技、1700検体、750名以上の腸内細菌データを保有。（2021.10.29時点）
- 元オリンピック選手の腸内より新しいビフィズス菌「AuB-001」を発見。国際特許を申請中で今後自社商品への含有や菌素材の販売を予定。

### フードテック
アスリートの便（腸内環境）を解析した結果、日ごろから運動と食事に気を遣うアスリートの、健康的な腸に棲む菌の種類や割合の傾向を突き止め、ヒトの腸内の健康度合いは「酪酸菌の多さ」がカギを握ることを明らかにし、合わせて「菌の多様性（種類の豊富さ）」が重要な役割を果たすことを確認した。 その知見を武器に、完成させたのは、酪酸菌をメインに、ヒトに有効な約30種類の菌を配合した「 Athlete Bio Mix (R)（アスリート・ビオ・ミックス）」。
このアスリート・ビオ・ミックスをベースに自社ECサイトAuB STORE(オーブストア)にて商品を販売している。
- AuB BASE：腸の働きをサポートする約30種類の菌を配合したコンディションの土台を作るサプリメント。
- AuB MAKE：体づくりに必要な栄養素と、それが適切に吸収されるための整った腸内環境を作る栄養素を同時に摂れるマルチ栄養プロテイン。

### ヘルスケア
- BENTRE：トップアスリートの腸内細菌の研究を行ってきたAuBがこれまでに得た知見を結集して開発した腸内フローラ検査と食生活の分析をもとにパーソナライズした「コンディショニングサポートサービス」

### コミュニティ
- アスリートサポート：研究成果をもとに、現役のアスリートのコンディショニングサポートや、次世代アスリートの育成を支援。

## 沿革
- 2015年10月　AuB株式会社設立
- 2017年08月　クラウドファンディング「FUNDINNO」を使い、8時間で3480万円の資金調達に成功
- 2018年03月　国内最大級のバイオ系学会、日本農芸化学会で「アスリートと一般人の腸内細菌の違い」を発表
- 2018年09月　日本体力医学会で「高齢者アスリートと運動習慣のない高齢者の腸内環境の違い」を発表
- 2018年10月　日本農芸化学会で、アスリートは、免疫機能を整えたりする「酪酸菌」が優位に多い特長があることを発表。一般の方の約2倍あることを突き止める（腸内細菌の全体数のうち一般の方は2〜5％が酪酸菌なのに対して、アスリートは5〜10％と約2倍の割合）
- 2019年02月　「腸内細菌の群れ（集合体）である腸内細菌叢（腸内フローラ）のパターンから、その人の競技を分類できる可能性があるのではないか」という仮説を立て、どのスポーツの競技者なのかを特定する、人工知能（AI）の機械学習のシステムを開発
- 2019年03月　アスリートから集めた便が500人（27競技）、検体数1000を突破
- 2019年04月　腸内フローラの検査キット「BENTRE（ベントレ）」を開発、一般向けに試験販売開始
- 2019年06月　アスリートが訪問しやすい東京・日本橋に研究拠点（シェアラボ）を設け、専門家が常駐。腸内細菌を培養して、新機能の菌を見つける研究をかいし、”腸内細菌の特許ビジネス”に乗り出す。（これまでは香川大学へ送る便の輸送時間がかかり、生きた腸内細菌のいない”死んだ便”からDNAを採取して解析。DNA解析には十分だが、腸内細菌そのものは生きていないため培養はできなかった。本研究拠点を設けることで、DNA解析で特徴的な被験者の”生のデータ”から新菌を探す研究が可能に）
- 2019年09月　大正製薬と三菱UFJキャピタル、個人投資家を引受先とする第三者割当増資を実施し、総額約3億円の調達に成功したことを発表
- 2019年10月　体力医学会で「アスリートの腸内環境は競技によって特徴が異なる」ことを発表
- 2019年12月　酪酸菌をメインに、約30種類の菌を配合した「Athlete Bio Mix(R)（アスリートビオミックス）」を独自開発。同菌ミックスをベースにしたサプリメント「AuB BASE」の販売を自社ECサイトで開始。500人・1000検体以上のアスリートの便（腸内環境）を4年間かけて解析した結果を商品開発に生かす。
- 2020年01月　アスリートの便（腸内環境）の解析データをAIに読み込むだけで、サッカー選手か否かを85％の確率で、見分けられるように。ラグビー選手か否かも80％の高い割合で判別でき、長距離陸上選手については50％とある程度、識別できるようになる
- 2020年02月　読売ジャイアンツと選手サポートの分野での取り組みを開始。京セラと共同研究開始を発表（京都サンガF.C.との3社共同研究契約締結を発表）
- 2020年04月　アスリートの便検体数が700人（28競技）1400を突破
- 2020年09月　元オリンピック選手から、ヒトに有効な新 機能を持つ腸内細菌（ビフィズス菌の菌株）「 AuB-001 」を発見した 。
- 2021年01月　フードテック第二弾、腸内環境を整えるプロテイン「AuB MAKE」を発売
- 2021年07月　アスリートの便検体数が750人（33競技）1700を突破
- 2021年12月　日本分子生物学会で「30菌株のプロバイオティクスミックス摂取によるトレーニング後の免疫力低下改善効果」について発表

## 研究先

### 研究機関
- 香川大学
- 至学館大学
- 京都大学
- 株式会社メタジェン
- JSR株式会社

### 一般企業
- ハナマルキ株式会社
- 有限会社春華堂
- ホクト株式会社
- 日本水産株式会社
- 京セラ株式会社